# Батлер, Джерард
Дже́рард Джеймс Ба́тлер (англ. Gerard James Butler; род. 13 ноября 1969, Пейсли, Ренфрушир, Шотландия, Великобритания) — британский актёр, наиболее известный по работам в таких фильмах, как «Призрак Оперы», «300 спартанцев», «Голая правда», «Законопослушный гражданин», «Охотник за головами», «Рок-н-рольщик», «Падение Олимпа» и «Падение Лондона», «Боги Египта», «Геошторм», «Падение Ангела».

## Ранние годы
Джерард Батлер родился в городе Пейсли, округа Ренфрушир, Шотландия. Он был младшим из трёх детей в семье Маргарет и Эдварда Батлеров, имеющей ирландские корни и исповедовавшей католицизм. Когда ему было 6 месяцев, семья переехала в Монреаль, Канада. Спустя год его родители развелись, и он вместе с матерью вернулся в Шотландию. В следующий раз Батлер увидел своего отца только в 16 лет, а когда ему исполнилось 22 года, тот умер от рака.
В подростковом возрасте Батлер играл на сцене Scottish Youth Theatre, но после окончания школы поступил на юридический факультет университета Глазго, и во время обучения был избран президентом студенческого юридического общества.
Перед последним учебным годом в университете Батлер взял академический отпуск и отправился в Лос-Анджелес, где у него начались проблемы с алкоголем. Однако в итоге он вернулся в Шотландию и окончил своё обучение.

## Карьера

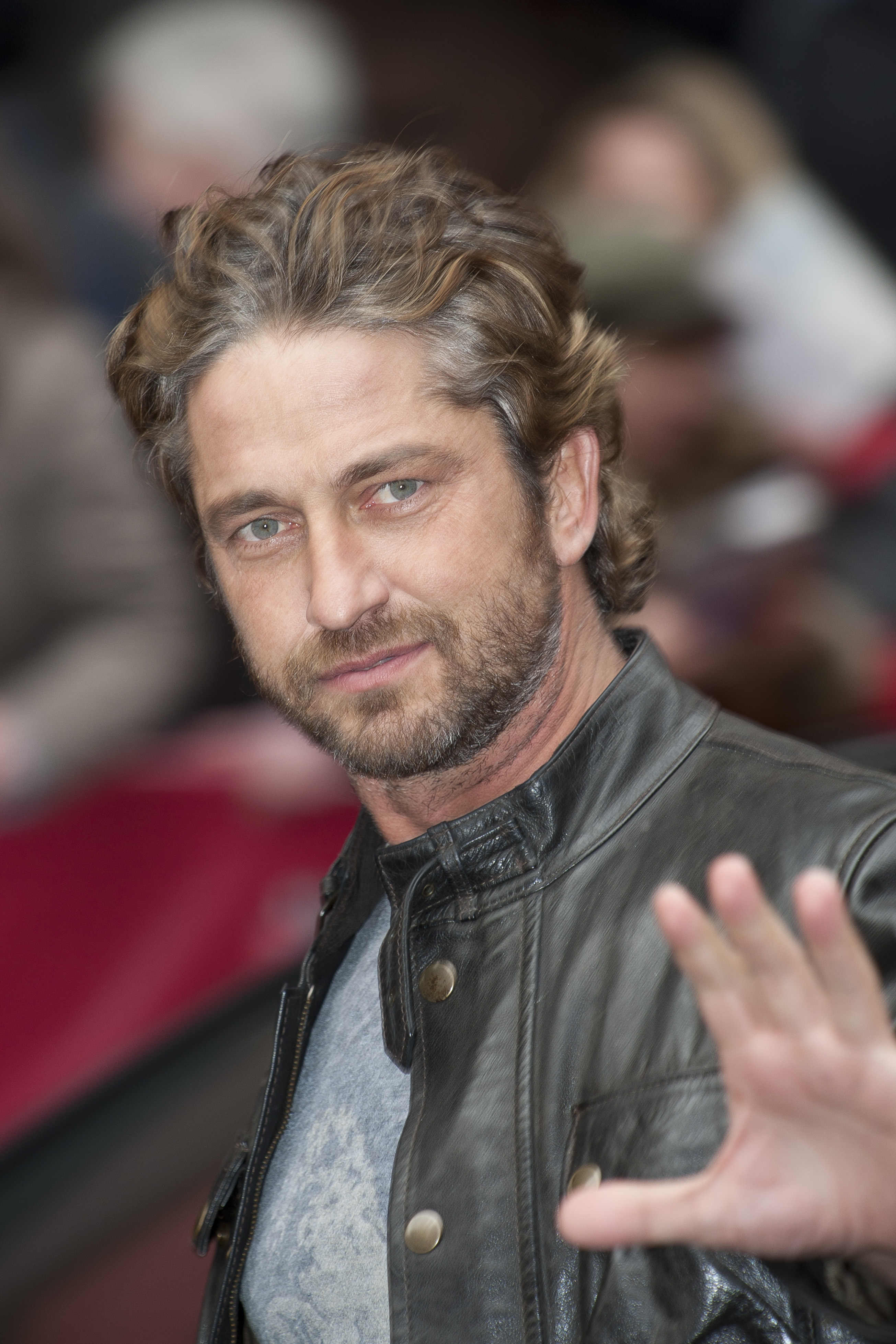
Батлер на Берлинском кинофестивале, 2011 год

После окончания университета Джерард устроился стажёром в юридическую фирму в Эдинбурге, однако вскоре он уволился оттуда и переехал в Лондон. Батлер сменил несколько профессий, от официанта до демонстратора заводных игрушек на ярмарках, прежде чем устроился в лондонский театр «Мермейд» ассистентом по кастингу для постановки шекспировской пьесы «Кориолан». Постановщиком этого спектакля был Стивен Беркофф, к которому Батлер обратился с просьбой о прослушивании, впечатлённый его смелостью, Беркофф дал согласие и, таким образом, Батлер получил свою первую роль в театре.
В 1997 году Батлер дебютировал в кино, снявшись в фильме Джона Мэддена «Миссис Браун» совместно с Биллом Конноли и Джуди Денч. В том же году он получил эпизодическую роль моряка в фильме бондианы — «Завтра не умрёт никогда». В 1998 году он снялся в небольшую роли в фильме Рассела Малкэхи «Мумия: Принц Египта», а в 1999—2000 годах он сыграл одну из главных ролей в комедийном сериале «Люси Салливан выходит замуж».
В 2000 году Батлер снялся в военной драме «Спасти Хариссона», сыграл главную роль в фильме Уэса Крэйвена «Дракула 2000» и появился в британском сериале «Присяжные» вместе с Дереком Джейкоби и Энтони Шером. В 2001 году он исполнил роль Аттилы в американском мини-сериале «Аттила завоеватель», во время съёмок в котором ему впервые пришлось участвовать в батальных сценах, а также избавиться от своего шотландского акцента.
В 2002 году Батлер снялся в фильме «Стрелки», а также исполнил роль Крили в фильме Роба Боумена «Власть огня», в котором его партнёрами были Мэттью Макконахи и Кристиан Бейл
В 2003 году Батлер снялся в главной роли в фильме Ричарда Доннера «В ловушке времени», а также исполнил роль Терри Шеридана в фильме «Лара Крофт: Расхитительница гробниц 2 — Колыбель жизни». В 2004 году он снялся в мюзикле «Призрак оперы», экранизации одной из самых успешных постановок за всю историю театра, собравшей по всему миру более 154 миллиона долларов, получившей более десятка премий, в том числе три номинации на «Оскар». Все вокальные партии Призрака Батлер исполнил сам. В 2005 году он сыграл роль Беовульфа в фэнтези-фильме «Беовульф и Грендель».
Мировую известность Джерарду принесла роль спартанского царя Леонида в эпическом боевике 2007 года «300 спартанцев» Зака Снайдера, экранизации одноимённого комикса Фрэнка Миллера. За эту роль на церемонии MTV Movie Awards Батлер получил награду в номинации «Лучший бой». В 2008 году он снялся в фильме режиссёра Гая Ричи «Рок-н-рольщик», в котором он сыграл незадачливого бандита Раз-Два. В 2009 году этот фильм получил премию журнала Empire в номинации «Лучший британский фильм года».
В 2009 году Батлер снялся в фильмах «Голая правда», «Геймер» и «Законопослушный гражданин», в последнем его партнёром был Джейми Фокс. В 2010 году он появился комедии «Охотник за головами», в которой также играла Дженнифер Энистон.
В 2023 году Батлер снялся в фильмах «Крушение» и «Беглец»,

## Личная жизнь
В 2014 году Батлер начал встречаться с дизайнером интерьеров Морган Браун. На 2022 год они все ещё вместе.

## Фильмография

### Кино
| Год  |     | Русское название                                       | Оригинальное название                      | Роль                    |
| ---- | --- | ------------------------------------------------------ | ------------------------------------------ | ----------------------- |
| 1997 | ф   | Миссис Браун                                           | Mrs. Brown                                 | Арчи Браун              |
| 1997 | ф   | Завтра не умрёт никогда                                | Tomorrow Never Dies                        | моряк                   |
| 1998 | ф   | Мумия: Принц Египта                                    | Tale of the Mummy                          | Берк                    |
| 1998 | ф   | Фастфуд                                                | Fast Food                                  | Джеко                   |
| 1999 | ф   | Ещё один поцелуй                                       | One More Kiss                              | Сэм                     |
| 1999 | ф   | Вишнёвый сад                                           | The Cherry Orchard                         | Яша                     |
| 2000 | ф   | Спасти Харрисона                                       | Harrison's Flowers                         | Крис Камак              |
| 2000 | ф   | Дракула 2000                                           | Dracula 2000                               | Дракула                 |
| 2001 | кор | Пожалуйста!                                            | Please!                                    | Питер                   |
| 2001 | кор | Бриллиант Сахары                                       | Jewel of the Sahara                        | капитан Чарльз Белами   |
| 2002 | ф   | Стрелки                                                | Shooters                                   | Джеки-младший           |
| 2002 | ф   | Власть огня                                            | Reign of Fire                              | Криди                   |
| 2003 | ф   | Лара Крофт: Расхитительница гробниц 2 — Колыбель жизни | Lara Croft Tomb Raider: The Cradle of Life | Терри Шеридан           |
| 2003 | ф   | В ловушке времени                                      | Timeline                                   | Андре Марек             |
| 2004 | ф   | Дорогой Фрэнки                                         | Dear Frankie                               | незнакомец              |
| 2004 | ф   | Призрак Оперы                                          | The Phantom of the Opera                   | Призрак                 |
| 2005 | ф   | Игра их жизней                                         | The Game of Their Lives                    | Фрэнк Борги             |
| 2005 | ф   | Беовульф и Грендель                                    | Beowulf & Grendel                          | Беовульф                |
| 2006 | ф   | 300 спартанцев                                         | 300                                        | царь Леонид             |
| 2006 | ф   | Обречённые сердца                                      | Guilty Hearts                              | Питер                   |
| 2007 | ф   | Выкуп                                                  | Butterfly on a Wheel                       | Нил Рендолл             |
| 2007 | ф   | P. S. Я люблю тебя                                     | P.S. I Love You                            | Джерри Кеннеди          |
| 2008 | ф   | Остров Ним                                             | Nim's Island                               | Джек Русо / Алекс Ровер |
| 2008 | ф   | Рок-н-рольщик                                          | RocknRolla                                 | Раз-Два                 |
| 2009 | ф   | Хранители                                              | Watchmen                                   | капитан Чёрной шхуны    |
| 2009 | ф   | Голая правда                                           | The Ugly Truth                             | Майк Чедуэй             |
| 2009 | ф   | Геймер                                                 | Gamer                                      | Джон «Кейбл» Тилман     |
| 2009 | ф   | Законопослушный гражданин                              | Law Abiding Citizen                        | Клайд Шелтон            |
| 2010 | ф   | Охотник за головами                                    | The Bounty Hunter                          | Майло Бойд              |
| 2010 | мф  | Как приручить дракона                                  | How to Train Your Dragon                   | Стоик Обширный          |
| 2011 | ф   | Кориолан                                               | Coriolanus                                 | Тулл Авфидий            |
| 2011 | ф   | Проповедник с пулемётом                                | Machine Gun Preacher                       | Сэм Чайлдерс            |
| 2011 | мф  | Драконы: Подарок Ночной Фурии                          | Dragons: Gift of the Night Fury            | Стоик Обширный          |
| 2012 | ф   | Покорители волн                                        | Chasing Mavericks                          | Фрости Хессон           |
| 2012 | ф   | Мужчина нарасхват                                      | Playing for Keeps                          | Джордж                  |
| 2013 | ф   | Муви 43                                                | Movie 43                                   | Лепрекон                |
| 2013 | ф   | Падение Олимпа                                         | Olympus Has Fallen                         | Майк Бэннинг            |
| 2014 | мф  | Как приручить дракона 2                                | How to Train Your Dragon 2                 | Стоик Обширный          |
| 2016 | ф   | Боги Египта                                            | Gods of Egypt                              | Сет                     |
| 2016 | ф   | Падение Лондона                                        | London Has Fallen                          | Майк Бэннинг            |
| 2016 | ф   | Охотник с Уолл-стрит                                   | A Family Man                               | Дейн Дженсен            |
| 2017 | ф   | Геошторм                                               | Geostorm                                   | Джейк Лоусон            |
| 2018 | ф   | Охота на воров                                         | Den of Thieves                             | Ник О'Брайен            |
| 2018 | ф   | Хантер Киллер                                          | Hunter Killer                              | капитан Джо Гласс       |
| 2018 | ф   | Исчезновение                                           | The Vanishing                              | Джеймс                  |
| 2019 | мф  | Как приручить дракона 3                                | How to Train Your Dragon 3: Hidden World   | Стоик Обширный          |
| 2019 | ф   | Падение Ангела                                         | Angel Has Fallen                           | Майк Бэннинг            |
| 2020 | ф   | Гренландия                                             | Greenland                                  | Джон Гаррити            |
| 2021 | ф   | Хороший, плохой, коп                                   | Copshop                                    | Боб Виддик              |
| 2022 | ф   | Пропавшая                                              | Last Seen Alive                            | Уилл Спанн              |
| 2023 | ф   | Крушение                                               | The Plane                                  | Броди Торранс           |
| 2023 | ф   | Беглец                                                 | Kandahar                                   | Том Харрис              |
| 2025 | ф   | Охота на воров 2: Пантера                              | Den of Thieves 2: Pantera                  | Ник О'Брайен            |
| 2025 | ф   | Гренландия: Миграция                                   | Greenland: Migration                       | Джон Гаррити            |
| 2025 | ф   | Как приручить дракона                                  | How to Train Your Dragon                   | Стоик Обширный          |
| 2025 | ф   | В руке Данте                                           | In the Hand of Dante                       |                         |

### Телевидение
| Год  |     | Русское название                                | Оригинальное название                            | Роль               |
| ---- | --- | ----------------------------------------------- | ------------------------------------------------ | ------------------ |
| 1998 | тф  | Маленькая ложь во спасение                      | Little White Lies                                | Питер              |
| 1998 | с   | Как стать рок-звездой: Руководство для молодёжи | The Young Person's Guide to Becoming a Rock Star | Марти Клеймор      |
| 1999 | с   | Неподходящая работа для женщины                 | An Unsuitable Job for a Woman                    | Тим Болтон         |
| 1999 | с   | Люси Салливан выходит замуж                     | Lucy Sullivan Is Getting Married                 | Гас                |
| 2001 | с   | Аттила-завоеватель                              | Attila                                           | Аттила             |
| 2002 | с   | Присяжные                                       | The Jury                                         | Джонни Донн        |
| 2010 | мтф | Легенда о Костоломе                             | Legend of the Boneknapper Dragon                 | Стоик Обширный     |
| 2019 | мтф | Как приручить дракона: Возвращение домой        | How to Train Your Dragon: Homecoming             | Стоик Обширный     |
| 2024 | мс  | —                                               | ARK: The Animated Series                         | Гай Марселий Нерва |